# Aiello Calabro
Aiello Calabro är en ort och kommun i provinsen Cosenza i regionen Kalabrien i Italien. Kommunen hade 1 671 invånare (2017).